# Kolonin Jamaica (1655–1962)
Kolonin Jamaica var en brittisk koloni sedan England under 1650-talet erövrat Jamaica från spanjorerna. I ett desperat försök att återta Jamaica befriade och beväpnade spanska bosättare sina slavar, vilka sökte skydd på öns inre delar. Marooner, som dessa tidigare slavar kallades, kom att utgöra öns nya kolonisatörer. Maroonerna finns än i dag kvar i Jamaica.
Under brittiskt styre blev Jamaica en rik koloni. Under 1700-talet stod Jamaica för 22 % av världens sockerproduktion med sina stora plantager. Miljontals afrikaner skeppades över till Nya världen där de tvingades arbeta som slavar.

## Befolkning
Befolkningen utgjordes från början av indianer (av arawakstammen), vilka dock utrotades redan 1558. I deras ställe infördes afrikanska slavar som arbetare. Då slaveriet avskaffades
(1833), fanns 322 000 afrikanska slavar på en befolkning av 360 000 invånare.
Då engelsmännen 1655 bemäktigade sig ön, skall hela folksiffran ha varit endast 3 000. Det uppges, att
610 000 afrikanska slavar infördes 1680-1786, och då de behandlades mycket hårt, uppstod slavkrig med till bergsskogarna flydda s. k. "maronnegrer", vilka emellertid efter 1833 sammansmält med den övriga befolkningen. Vid folkräkningen 1891 var hela folkmängden 639 491, av vilka européer utgjorde
14 692, blandningar 121 955 och afrikaner 488 624 vartill kom 10 116 indiska kulier,
och beräknades 31 mars 1907 till 830 261 personer.

## Förvaltning
Ön styrdes av en guvernör, biträdd av ett råd (privy council)
och en lagstiftande församling (legislative council), vilken bestod av guvernören som ordförande, fem högre ämbetsmän, 10 utnämnda och 14 för 5 år valda ledamöter. I varje av öns 15 parishes
fanns en kommunalnämnd (board) och en domare i första instans. Högre domstolsinstanser var
circuit courts och high court of justice.
Jamaicas statsinkomster utgjorde 1907-08 1 158 299
pound sterling, dess utgifter 1 073 330 pund. Dess statsskuld var 1908 3 776 617 pund.
Under guvernörens av Jaimacas förvaltning löd även Turks- och Caicosöarna, Caymanöarna, Morant Cays
och Pedro Cays.
Jamaica blev självständigt 1962.